# Vụ tấn công Quốc hội Chechnya 2010
Vụ tấn công Quốc hội Chechnya 2010 là một vụ tấn công khủng bố vào toà nhà Quốc hội Chechnya tại Grozny, Liên bang Nga vào ngày 19 tháng 10 năm 2010. Vụ tấn công đã khiến ít nhất 6 người, kể cả ba người tấn công, bị chết và 17 người khác bị thương.
Cuộc tấn công diễn ra khi Bộ trưởng Nội vụ Nga Rashid Nurgaliev đang viếng thăm Chechnya.

## Diễn biến
Vụ tấn công bắt đầu vào khoảng 08:45 giờ địa phương (04:45 GMT) ngày 19 tháng 10 năm 2010, khi ba hoặc bốn dân quân vũ trang đến các sân của Quốc hội Chechnya trong một chiếc xe chạy sau những chiếc xe của các đại biểu Quốc hội. Những kẻ tấn công hét lên "Allahu Akbar". Một quả bom tự sát phát nổ gần cửa toà nhà, trong khi ba kẻ khủng bố đã tiến vào bên trong Quốc hội và nổ súng. Họ đã giết chết hai cảnh sát bảo vệ tòa nhà, cũng như một người quản lý hành chính. Sáu cảnh sát và 11 dân thường đã bị thương. Các dân biểu Quốc hội đã trốn thoát bằng cách di chuyển đến tầng thứ ba.
Sau cuộc tấn công, chính quyền đã thực hiện trấn áp những kẻ khủng bố, với Tổng thống Chechnya Ramzan Kadyrov trực tiếp phụ trách  Cuộc chiến đã kéo dài 15-20 phút. Ban đầu người tra thông báo rằng bốn chiến binh đã bị giết trong thời gian chính quyền tiến hành chống khủng bố, theo Thứ trưởng Bộ Nội vụ Chechnya Roman Edilov.. Tuy nhiên, sau đó các nhà điều tra cho biết ba kẻ khủng bố đã tham gia vào vụ tấn công này và tất cả chúng tự nổ tung mình, hai kẻ đã nổ bom tự sát để tránh bị bắt. 